# 美西麦角
美西麦角（商品名有：Deseril、Sansert）是一种有机化合物，化学式为C21H27N3O2，属于麥角靈衍生物，用作預防和治疗偏頭痛与丛集性头痛的药物。